# 235
235（二百三十五、二三五、にひゃくさんじゅうご）は自然数、また整数において、234の次で236の前の数である。

## 性質
- 235は合成数であり、約数は 1、5、47、そして 235 である。
  - 約数の和は288。
- 77番目の半素数である。1つ前は226、次は237。
- 10番目の七角数である。1つ前は189、次は286。
- 各位の和が10になる23番目の数である。1つ前は226、次は244。
- 各位の積が各位の和の3倍になる6番目の数である。1つ前は195、次は253。(オンライン整数列大辞典の数列 A062035)
- 各位の立方和が160になる最小の数である。次は253。(オンライン整数列大辞典の数列 A055012)
  - 各位の立方和が n になる最小の数である。1つ前の159は1111344、次の161は1235。(オンライン整数列大辞典の数列 A165370)
- 連続する素数を並べてできる3番目の数である。1つ前は23、次は2357。(オンライン整数列大辞典の数列 A019518)
  - 3つの連続素数を並べてできる最小の数である。次は357。(オンライン整数列大辞典の数列 A132903)
  - すべての桁が素数である27番目の数である。1つ前は233、次は237。(オンライン整数列大辞典の数列 A046034)
  - すべての桁が異なる素数である17番目の数である。1つ前は75、次は237。(オンライン整数列大辞典の数列 A124673)
- 235 = 12 + 32 + 152
  - 3つの平方数の和1通りで表せる74番目の数である。1つ前は224、次は244。(オンライン整数列大辞典の数列 A025321)
  - 異なる3つの平方数の和1通りで表せる71番目の数である。1つ前は226、次は236。(オンライン整数列大辞典の数列 A025339)

## その他 235 に関すること
- 西暦235年
- JR東日本E235系電車
- 国際電話での、チャドの国番号。
- ウラン235はウランの同位体の一つ。核分裂の連鎖反応を起こすことから、原子力発電や核兵器の燃料として用いられる。
- 第235代ローマ教皇はウルバヌス8世（在位：1623年8月6日～1644年7月29日）である。
- 235はアイスリボンに所属した女子プロレスラー。本名・佐藤扶美子。女優。
- トランスアジア航空235便墜落事故
- 『機捜235』は今野敏による日本の警察小説。